# Mapania surinamensis
Mapania surinamensis är en halvgräsart som beskrevs av Hendrik Uittien. Mapania surinamensis ingår i släktet Mapania och familjen halvgräs. Inga underarter finns listade i Catalogue of Life.